# Østerås (metrostation)
Østerås is een metrostation in de Noorse hoofdstad Oslo. Het station werd geopend op 16 november 1972 en wordt bediend door lijn 2 van de metro van Oslo.